# آموزش رانندگی (فیلم)
آموزش رانندگی (به انگلیسی: Learning to Drive) فیلمی محصول سال ۲۰۱۵ و به کارگردانی ایزابل کوشت است. در این فیلم بازیگرانی همچون پاتریشا کلارکسون، بن کینگزلی، جیک وبر، گریس گامر، ساریتا چودری، جان هاجمن، سامانتا بی و اوی نش ایفای نقش کرده‌اند.